# Romney (Virginia Occidental)
Romney es una ciudad ubicada en el condado de Hampshire en el estado estadounidense de Virginia Occidental. En el Censo de 2010 tenía una población de 1848 habitantes y una densidad poblacional de 742,47 personas por km².

## Geografía
Romney se encuentra ubicada en las coordenadas 39°20′45″N 78°45′22″O / 39.34583, -78.75611. Según la Oficina del Censo de los Estados Unidos, Romney tiene una superficie total de 2.49 km², de la cual 2.49 km² corresponden a tierra firme y (0%) 0 km² es agua.

## Demografía
Según el censo de 2010, había 1848 personas residiendo en Romney. La densidad de población era de 742,47 hab./km². De los 1848 habitantes, Romney estaba compuesto por el 95.83% blancos, el 2.71% eran afroamericanos, el 0.16% eran amerindios, el 0.11% eran asiáticos, el 0% eran isleños del Pacífico, el 0.11% eran de otras razas y el 1.08% pertenecían a dos o más razas. Del total de la población el 1.41% eran hispanos o latinos de cualquier raza.